# 세슘-137
세슘-137(영어: caesium-137, Cs-137)은 핵분열시 발생하는 주요 방사성 동위 원소(放射性 同位元素) 중 하나이다. 반감기는 30년이다. 습도계, 밀도계, 유량계 따위의 공업용 기계, X선 등의 의료 분야에도 쓰인다.
137Cs은 베타 붕괴를 통해 1.176 MeV의 에너지를 방출하면서 137Ba로 바뀌며 그 반감기는 30.17년이다.

## 반감기
세슘-137의 반감기는 30.17년 가량으로 베타붕괴를 통해 핵이성체(核異性體)인 바륨-137(137Ba, Ba-137)로 바뀐다. 전체의 5퍼센트 정도는 바로 바륨-137로 바뀌지만 나머지 95퍼센트 정도는 준안정 상태(metastable)인 바륨-137m을 거쳐 안정상태의 바륨-137로 바뀌며 바륨-137m에서 바륨-137로 바뀔 때 다량의 감마선을 방출한다. 1그램의 세슘-137이 방출하는 방사능은 대략 3.215 테라베크렐(TBq) 정도이다.
바륨-137m이 방출하는 감마선이 가지는 광자의 에너지는 662 keV로 식품의 방사선요법과 방사선 암 치료 등에 요긴하게 사용된다. 세슘-137은 반응성이 높고 세슘-137 염(鹽, salt)은 물에 잘 녹아 다루기 힘들기 때문에 산업용으로 많이 쓰이지는 않는다. 대신 코발트-60(60Co)이 반응성이 낮고 더 많은 감마선을 방출하기 때문에 더 많이 쓰인다.

## 환경 속의 방사성 세슘과 위험성
자연 상태에는 미량의 세슘-134와 세슘-137가 존재하는데, 우라늄과 토륨의 자발 핵분열로 인해 미량 존재하고 있다. 자발 핵분열로 인해 생성된 세슘-137은 워낙 극미량이라 자연계에 전혀 해가 되지 않는다. 하지만 상당수는 1940년대부터 1960년대 사이의 핵실험 및 핵사고로부터 방출된 것이다. 가장 많은 양이 방출된 사건으로는 구소련의 체르노빌 원자력 발전소 사고(Chernobyl disaster)와 브라질의 고이아니아 사고(Goiânia accident)가 있다. 최근 후쿠시마 제1원전 핵발전소 사고로 다량이 유출되고있다.
다음으로 많이 방출되고 있는 곳은 깊이 3,500m 이상의 바닷속이다. 과거에는 깊은 바다에 핵폐기물을 버리는 것이 허용되었었고 지금도 암암리에 허용되고 있다. 10만 드럼 이상의 고방사성 핵폐기물이 버려졌고 깊은 심해저에서는 철재 콘크리트 드럼통이 부식되어 방사성 물질들이 새고 있다. 태평양, 대서양 등 일부 지역에서는 기준치의 200배가 넘는 방사성 물질을 함유한 해산물이 발견되고 있으며, 곳에 따라 1000배가 넘는 방사성 물질을 함유한 해산물이 발견되고 있다. 동해에서도 수심 3,000m가 넘는 지역에 핵폐기물이 버려졌었다. 이처럼 수심이 깊은 바다에 핵폐기물을 많이 버려 여기서 방출된 방사성 세슘도 같이 누출되고 있다. 만약에 이 드럼통이 지진이나 지질활동으로 모두 새나온다면 핵발전소 수십개가 큰 사고가 난 만큼의 많은 양의 세슘-137도 함께 누출될 것이다.
세슘-137은 체르노빌 원전(Chernobyl nuclear power plant) 주변의 소개지역(zone of alienation)의 소개 주요 원인 물질 가운데 하나이고 다른 주요 물질로는 세슘-134, 아이오딘-131, 스트론튬-90 등이 있다. 체르노빌 원전 사고 후 독일의 평균 세슘-137 오염정도는 2000에서 4000 Bq/m2였다. 이것은 1 mg/km2 와 같고 총 약 500 그램이 독일 전역에 퍼져있다. 스칸디나비아지역에서는 체르노빌 원전 사고 26년 후, 일부 순록과 양으로부터 노르웨이의 법정 최고치(3000 Bq/kg)를 넘어선 방사능이 검출되었다.
2011년 3월 11일 이후에 더 많은 양의 세슘-137이 일본의 후쿠시마 제1원자력 발전소 사고로 누출되었으며 동년 7월 후쿠시마현에서 도쿄로 운반된 소 11마리로부터 1520에서 3200 Bq/kg의 세슘-137이 검출되었다. 이는 당시 일본의 법정 최고치인 500Bq/kg를 넘는 양이었다. 2013년 3월, 사고 원전을 소유한 도쿄 전력은 발전소 인근에서 잡은 물고기로부터 74만 Bq/kg의 방사성 세슘을 검출했다고 밝혔다. 이는 정부에서 정한 인간이 먹었을 때 해를 입지 않는 방사능의 최고치의 7400배에 해당하는 양이다.
세슘-137은 후쿠시마에서 건강에 가장 위협적인 물질인 것으로 보고되었다. 일본 정부는 11만명의 이주민이 다시 돌아올 수 있도록 되도록이면 빨리 후쿠시마로부터 방사능을 제거하도록 압력을 받고 있다. 이를 위해 많은 기술들이 동원되고 있는데(hydrothermal blasting 같은), 흙 속의 유기물질을 파괴하지 않으면서 대략 80에서 95퍼센트의 세슘을 오염된 흙이나 다른 물질로부터 효과적으로 제거하는 것이 가능하다고 한다. 정부는 오염된 지역의 연간 노출량을 1밀리시버트(mSv)까지 낮추는 것을 목표로 하고 있다.
세슘-137은 수용성(水溶性)의 유독물질이다. 몸에 들어온 세슘은 근육 따위에 모여, 유해한 감마선(γ線)을 낸다. 몸 안에서의 생물학적 반감기(半減期)는 110일 이하이다.

## 사고 이력
1986년 4월 26일 발생한 체르노빌 원자력 발전소 사고에서 아이오딘-131 1,760,000 TBq, 세슘-137 79,500 TBq, 제논-133 6,500,000 TBq, 스트론튬-90 80,000 TBq, 플루토늄 6100 TBq, 그밖에 10여가지 방사능 물질이 유출되었다.
핵분열시 발생하는 다른 방사성 동위원소들과는 달리, 세슘의 경우 반감기가 30년, 스트론튬은 29년으로 한번 누출되면 오랜 기간 자연에 잔존하며 환경에 나쁜 영향을 미치게 된다.
체르노빌 원자력 발전소 사고에서 직접 사망한 사람은 30여명이나, 그 후에 수천명이 사망하고 40여만명이 암이나 기형아출산 등 각종 후유증을 앓고 있다. 방사능으로 오염된 공기와 물, 음식 섭취가 직접 몸에 쪼이는 것 보다 더 문제인데, 방사선량이 몸에 방사선을 직접 쪼이는 것의 수십만 배에서 최고 1조 배까지 클 수 있다. 방사능의 독성은 배설이나 목욕 등으로 없어지지 않으며, 방사능 피폭으로 죽은 사람을 화장해도 방사능은 재 속에 그대로 남는다.
후쿠시마 제1 원자력 발전소 사고와 관련, 2011년 3월 16일, 현지의 재해대책본부가 수돗물 간이검사를 실시했다. 물 1kg에서 아이오딘-131이 177베크렐, 세슘-137이 58베크렐 검출됐다. 일본 원자력안전위원회가 정한 섭취 기준은 물 1kg당 아이오딘이 300베크렐, 세슘이 200베크렐이다.
심지어 브라질에서는 1987년 고이아스주의 고이아니아에서도 방사능 유출 사고가 일어났고, 이는 10만 명 중 250명이 방사능 피폭 판정을 받았다. 이는 1988년 국제 원자력 기구의 보고서에서는 249명이 피폭되었고, 4명이 사망했다는 결과가 나오기도 했다. 1988년 3월에 제거 작업이 완전 종료되었다.

## 질병
20세기 중후반 핵무기를 개발하기 위한 세계 국가들의 핵실험으로 인해 대량의 세슘-137이 환경 중에 방출되었다. 방출된 방사성 세슘은 먹이사슬을 따라 쌀, 야채, 쇠고기, 생선 등의 동식물에 들어오고, 인체로 자연스럽게 전달된다. 세슘-137이 공기 중에 떠다니는 수증기를 통해 인체에 들어간다는 낭설이 있으나, 사실 세슘은 공기는 물론 물보다 무겁기 때문에 방출된 세슘은 공기 중에 떠다니지 않고 땅으로 금세 떨어지며 물로 떨어져 녹은 세슘은 물이 증발할 때 같이 증발하지 않는다. 그렇게 공기 중 흡입이 아닌 방사성 세슘에 오염된 음식을 섭취하는 것이 신체 흡수의 주 경로로 판단되어 지고 있다. 음식물을 통한 인체 방사성 세슘이 상당히 많이 축적될 경우 불임증, 전신마비, 골수암, 폐암, 갑상선암, 유방암 등을 유발할 수 있다.
반감기가 8일인 아이오딘에 비해 세슘의 반감기는 30년으로 인체에 오래 남아 위험도가 상대적으로 높다고는 하지만, 정상적 대사과정으로 방출되고 몸에 남는 양은 극히 적어 실제 생물학적 반감기는 100일~150일 정도인 것으로 알려져 있다.
사고로 세슘을 섭취했을 경우 치료제로는 프러시안 블루가 이용된다. 프러시안 블루는 세슘과 화학적으로 결합해 체외배출을 촉진함으로써 생물학적 반감기를 30일 정도로 단축시킨다.
한편 세슘-137은 강력한 감마선을 방출하기 때문에 암치료에도 쓰인다.

## 같이 보기
- 아이오딘-131